# Busksvansad skogsråtta
Busksvansad skogsråtta (Neotoma cinerea) är en däggdjursart som först beskrevs av George Ord 1815.  Neotoma cinerea ingår i släktet egentliga skogsråttor, och familjen hamsterartade gnagare. Inga underarter finns listade.

## Utseende
Hannar blir med en kroppslängd (inklusive svans) av 30 till 46,8 cm, en svanslängd av 10,5 till 21,5 cm och en vikt av 375 till 456 g oftast större än honor som blir 31,8 till 41,2 cm långa (med svans) och 263 till 395 g tunga. Honornas svans är 11,2 till 19 cm lång. Denna skogsråtta har 37 till 57 mm långa bakfötter och 23 till 40 mm långa öron. Busksvansad skogsråtta kan förväxlas med en ekorre men den har nästan nakna öron. På ryggen och på bålens sidor förekommer silvergrå, mörkgrå eller lite brunaktig päls. Den ser lite spräcklig ut på grund av flera svarta hårspetsar. Undersidan är täckt av vit eller ljusbrun päls. Även svansen är uppdelad i en grå ovansida och en vit undersida med en tydlig gräns. Svansen är yvig med hår som är cirka 30 mm långa. Hannar har flera körtlar på buken som är ordnade i en längsgående linje. På grund av körtelvätskan ser pälsen där ofta brunaktig ut. Körtelvätskan produceras bara av könsmogna hannar. Liknande men mindre körtlar finns hos honor som är bara aktiv under parningstiden. Ungdjur har ofta en vit svansspets. Artens skarpa och böjda klor är ofta gömda i pälsen. Ungar byter två eller tre gånger päls före vintern och vuxna individer byter päls en gång under sommaren.

## Utbredning och habitat
Denna gnagare förekommer från Yukon Territory och Northwest Territories i västra Kanada till Arizona och New Mexico i syd samt till South Dakota och Nebraska i öst. Den lever i klippiga områden i bergstrakter och i låglandet. Habitatet varierar mellan öknar på ena sidan och skogar på andra sidan.
Arten når i Alberta i Kanada 3600 meter över havet.

## Ekologi
Busksvansad skogsråtta bygger ett näste av kvistar och andra växtdelar som ofta göms mellan stenar, klippor, vid ingångar av övergivna gruvor eller i förvaringsbyggnader. Vanligen lever bara en individ i boet men ibland vistas en hanne tillsammans med en eller flera honor i samma bo. Revir av individer från olika kön kan överlappa varandra, vanligen en hanne och 1 till 3 honor. Gnagarens revir är med cirka 6,1 hektar för hannar och genomsnittlig 3,6 hektar för honor ganska stort. Födan utgörs av kvistar, blad, barr, unga växtskott, frukter och frön. Busksvansad skogsråtta letar främst på natten efter föda men ibland är den dagaktiv. Den håller ingen vinterdvala.
Födan söks vanligen i ett område med en radie av cirka 100 meter kring boet.
Honor kan ha två kullar per år och de flesta ungar föds under våren. Fortplantningstiden sträcker sig från april till augusti. Dräktigheten varar cirka fem veckor och sedan föds oftast 3 eller 4 ungar. Unga hannar söker efter cirka 2,5 månader ett eget revir. Honor hittar vanligen sitt revir nära moderns revir.

## Hot
För beståndet är inga hot kända. Hela populationen anses vara stabil. IUCN kategoriserar arten globalt som livskraftig.